# Gaio Fabio Pittore
Gaio Fabio Pittore (in latino Gaius Fabius Pictor; 302 a.C. circa) è stato un politico romano dell'età repubblicana.

## Biografia
Membro dell'influente gens Fabia, fu fratello del console del 266 a.C. Numerio Fabio Pittore, e nonno dello storico Quinto Fabio Pittore che fu anche pretore nel 216 a.C. Gaio Fabio fu a sua volta console con Ogulnio Gallo nel 269 a.C., epoca in cui Roma represse una rivolta dei Sanniti e si mosse anche contro i Piceni in tumulto, per assoggettarli definitivamente l'anno seguente nel corso della guerra picentina.